# Exosporium stilbaceum
Exosporium stilbaceum är en svampart som först beskrevs av Moreau, och fick sitt nu gällande namn av M.B. Ellis 1961. Exosporium stilbaceum ingår i släktet Exosporium, divisionen sporsäcksvampar och riket svampar.   Inga underarter finns listade i Catalogue of Life.